# 波爾塔爾

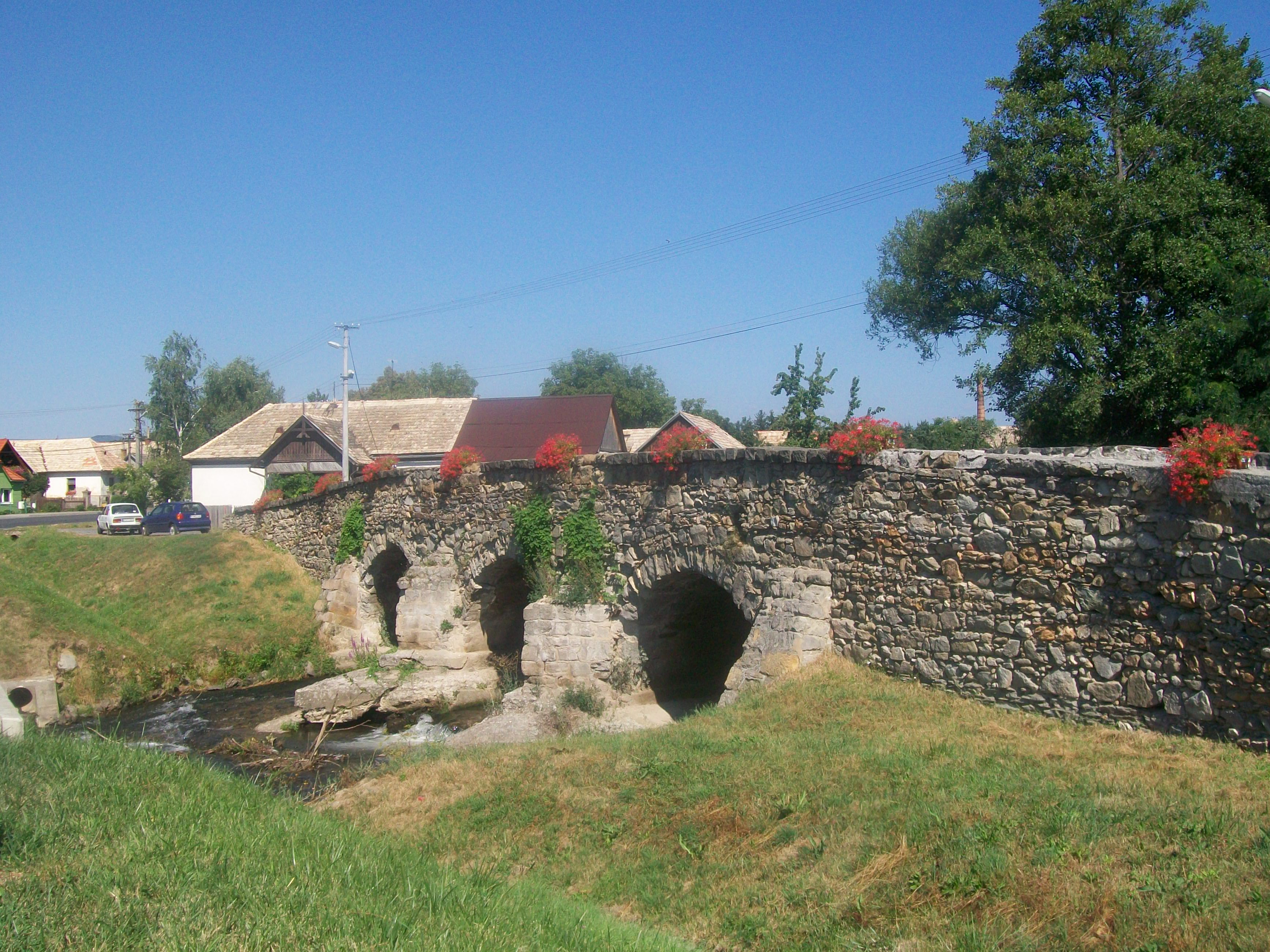

波爾塔爾是斯洛伐克的城鎮，位於該國南部，由班斯卡-比斯特里察州負責管轄，面積30.45平方公里，海拔高度240米，2005年人口5,929，其中一半居民信奉羅馬天主教。

## 外部連結
- Municipal website （页面存档备份，存于） （斯洛伐克文）